# Котордир
Которди́р (рос. Котордыр) — невеликий острів у Східно-Сибірському морі, є частиною островів Анжу в складі Новосибірських островів. Територіально належить до Республіки Саха, Росія.
Острів розташований біля західного берега острова Фаддеєвського, в протоці Геденштрома. Має видовжену з північного заходу на південний схід форму. Вкритий піском, в протоці між островами — мілина.
| Росія | Це незавершена стаття з географії Росії. Ви можете допомогти проєкту, виправивши або дописавши її. |